# Gáo nước
Gáo nước hay vậy nước (danh pháp hai phần: Cephalanthus tetrandra) là một loài thực vật có hoa trong họ Thiến thảo. Loài này được William Roxburgh miêu tả lần đầu tiên trong quyển 2 Flora Indica năm 1824 theo danh pháp Nauclea tetrandra. Năm 1976, Colin Ernest Ridsdale & Reinier Cornelis Bakhuizen van den Brink, Jr. chuyển nó sang chi Cephalanthus.

## Mô tả
Cây bụi hay cây gỗ nhỏ lá sớm rụng, cao 1–5 m, phân cành nhánh nhiều, nhẵn hay có lông. Cành non hơi có cạnh, sau tròn, màu nâu. Lá thuôn hình trái xoan dài nhọn ở đầu, tròn hay gần hình tim ở gốc, màu nâu, nhẵn ở mặt trên, có lông ở mặt dưới, dai, gân nổi rõ ở mặt dưới, cuống dài, phẳng ở mặt trên, mọc đối hay mọc vòng 3-5 lá; lá kèm hình bầu dục rộng ở gốc, nhọn ở đầu. Ra hoa tháng 6-9, tạo quả tháng 7-9. Cụm hoa hình đầu tròn tập trung thành chùy ở đầu cành, lá bắc hình giáo, nhọn, có lông. Hoa màu trắng. Đài 4, rất ngắn, tù, hơi có lông ở đỉnh, có tuyến đen ở khoảng giữa các thùy, ống đài nhẵn. Tràng 4, nhẵn ở mặt ngoài, có lông ở mặt trong, tù, có tuyến đen ở khoảng giữa các thùy. Nhị 4, chỉ nhị rất ngắn, bao phấn hình trái xoan nhọn đầu. Bầu 2 ô, vòi mảnh; mỗi ô bầu 1 noãn. Quả có đài còn lại, có lông ở đỉnh, mỗi ô có 1 hạt màu nâu, đường kính 3–5 mm.

## Phân bố
Loài này ưa thích sinh sống trong khu vực có bóng râm ở ven đường hay ven nơi ẩm ướt như ao, suối tới độ cao 700 m trên mực nước biển, có trong khu vực Ấn Độ, Bangladesh, Myanmar, nam Trung Quốc, Lào, Thái Lan, Việt Nam.
Tại Việt Nam, có gặp từ Hải Dương, Bắc Giang, Phú Thọ vào tới Thừa Thiên-Huế. Ra hoa quả từ tháng 2 đến tháng 5. Gỗ trung bình, dùng khá phổ biến để làm đồ dùng thông thường.